# Chorebus norae
Chorebus norae är en stekelart som beskrevs av Graham 1986. Chorebus norae ingår i släktet Chorebus och familjen bracksteklar. Inga underarter finns listade i Catalogue of Life.